# Totalitär (musikgrupp)
Totalitär var ett svenskt punkband som bildades 1985 i Hudiksvall. De ursprungliga medlemmarna var Poffen, Lanchy, Andreas och Lennart. Jesper och Jörgen från The Kristet Utseende var med i tidiga Totalitär och återfinns på skivorna mellan 1987 och 1989. Under 18 års karriär släppte bandet ett tiotal EP-skivor och två album.

## Diskografi

### Album
- Sin Egen Motståndare (Finn Records, 1994)
- Totalitär / Dismachine - Split-LP (Your Own Jailer Records, 1995)
- Ni Måste Bort (Finn Records, 1997)
- Totalitär / Disclose - Split-LP (Your Own Jailer Records, 2001)
- Vi Är Eliten (Prank Records, 2007)

### Singlar
- Multinationella Mördare (Eget släpp, 1987)
- Vänd Dig Inte Om (Finn Records, 1989)
- Luftslott (Loony Tunes Records, 1989)
- Snabb Livsglädje - Demo -86 (Finn Records, 1991)
- Klass Inte Ras (Prank Records, 1998)
- Vansinnets Historia (Crust Records, 1998)
- Totalitär / Autoritär - Split (Yellow Dog Records, 1999)
- Dom Lurar Oss (1000 dB, 2000)
- Dropdead / Totalitär - Split (Prank Records, 2002)
- Allting Är På Låtsas (Really Fast Records, 2002)
- Spela Bort Allt Du Har (Död & Uppsvälld, 2002)
- Tragedy / Totalitär - Split (Armageddon Label, 2003)
- Vi Är Eliten (Feral Ward, 2007)

### Samlingar
- Wallbreaker 1986-1989 CD (Armageddon Label, 2003)
- 1986-1989 LP (Skrammel Records)